# Simone Venier

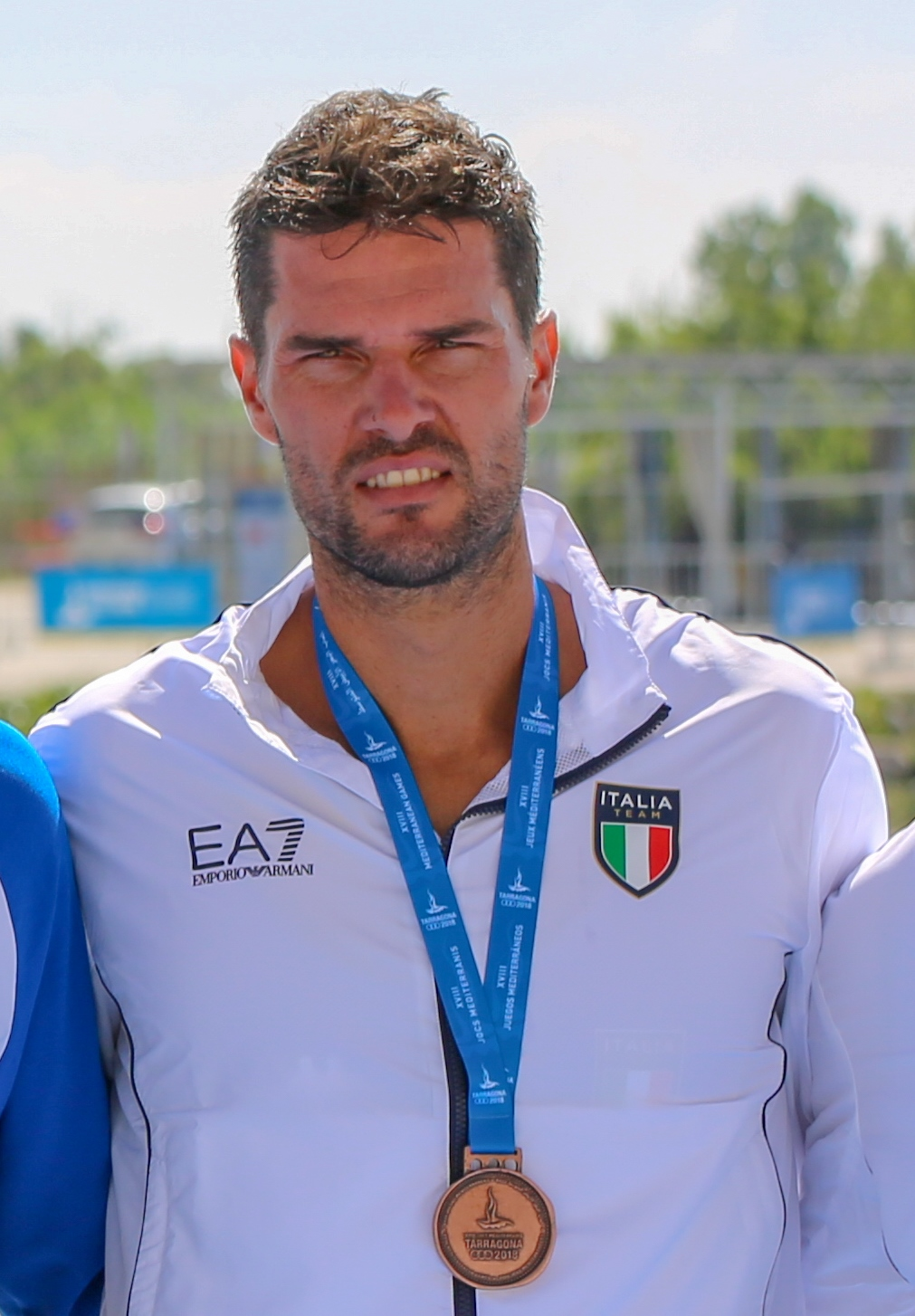
Simone Venier bei den Mittelmeerspielen 2018

Simone Venier (* 26. August 1984 in Latina) ist ein italienischer Ruderer, der 2008 Olympiazweiter im Doppelvierer war.

## Karriere
Venier begann 1994 mit dem Rudersport. 2001 wurde er mit dem italienischen Doppelvierer Dritter bei den Junioren-Weltmeisterschaften, im Jahr darauf gewann das Boot den Titel. 2004 gehörte der 1,96 m große Venier zum italienischen Doppelvierer in der Erwachsenenklasse und belegte bei den Olympischen Spielen in Athen den zehnten Platz. 2006 gewann Venier im Achter die Bronzemedaille bei den U23-Weltmeisterschaften, kurz darauf belegte er mit dem Doppelvierer den vierten Platz bei den Weltmeisterschaften in Eton. 2007 trat Venier bei den Weltmeisterschaften im Doppelzweier an und belegte zusammen mit Jean Smerghetto den achtzehnten Platz. Bei den Europameisterschaften 2007 belegte der italienische Doppelvierer mit Luca Ghezzi, Federico Gattinoni, Venier und Simone Raineri den zweiten Platz hinter dem russischen Boot.
Im Olympiajahr 2008 bestand der italienische Doppelvierer aus Luca Agamennoni, Simone Venier, Rossano Galtarossa und Simone Raineri. Das Boot gewann die Weltcupregatta in Posen und belegte bei den Olympischen Spielen 2008 in Peking den zweiten Platz hinter dem polnischen Boot. Nach einem schwachen Jahr 2009 erreichte der italienische Doppelvierer beim Weltcupauftakt 2010 in Bled den zweiten Platz hinter dem kroatischen Doppelvierer. Bei den Europameisterschaften 2010 belegte das italienische Boot den sechsten Platz, bei den Weltmeisterschaften in Neuseeland gewannen Luca Agamennoni, Simone Venier, Matteo Stefanini und Simone Raineri die Silbermedaille hinter den Kroaten. 2011 erreichte der italienische Doppelvierer den sechsten Platz bei den Weltmeisterschaften in Bled und den vierten Platz bei den Europameisterschaften in Plowdiw. Bei den Olympischen Spielen 2012 belegte Venier mit dem italienischen Vierer ohne Steuermann den achten Platz.
2013 kehrte er in den Doppelvierer zurück. In der Besetzung Matteo Stefanini, Simone Venier, Luca Rambaldi, Simone Raineri gewann das Boot Bronze bei den Europameisterschaften. Bei den Weltmeisterschaften 2013 erreichte der italienische Doppelvierer den siebten Platz. 2014 mit einem 16. Platz bei den Weltmeisterschaften und 2015 mit einem zehnten Platz bei den Weltmeisterschaften war der italienische Doppelvierer wenig erfolgreich. 2016 trat Venier mit dem Achter an und belegte den siebten Platz bei den Olympischen Spielen in Rio de Janeiro.
Nach einem Jahr Pause belegte Venier 2018 mit dem Achter den fünften Platz bei den Weltmeisterschaften in Plowdiw. 2019 ruderte Venier mit dem Achter auf den sechsten Platz bei den Europameisterschaften. 2020 kehrte er in den Doppelvierer zurück. Der italienische Doppelvierer mit Luca Chiumento, Simone Venier, Luca Rambaldi und Giacomo Gentili gewann bei den Europameisterschaften in Posen die Silbermedaille hinter den Niederländern. Im Jahr darauf siegte der italienische Doppelvierer mit Venier, Andrea Panizza, Rambaldi und Gentili bei den Europameisterschaften in Varese vor den Niederländern. Bei den Olympischen Spielen in Tokio erreichten die Italiener den fünften Platz.
Simone Venier ist der Sohn des Ruderers Annibale Venier.